# Sillus delicatus
Sillus delicatus là một loài nhện trong họ Anyphaenidae.
Loài này thuộc chi Sillus. Sillus delicatus được Cândido Firmino de Mello-Leitão miêu tả năm 1922.